# 山牛蒡属
山牛蒡属（学名：Synurus）是菊科下的一个属，为多年生、大形、分枝草本植物。该属共有约8种，分布于西伯利亚至日本。